# Filogenija
Filogenija je v biologiji shematska predstavitev evolucijske zgodovine in sorodnosti skupin organizmov (taksonov). Temelji na osnovni predpostavki, da novi taksoni (na primer vrste) nastajajo z razcepom skupnega prednika na dve evolucijski liniji, zato ima obliko drevesa, kjer od najstarejšega skupnega prednika nastajajo nove in nove razvejitve. Filogenetsko drevo je torej sestavljeno iz dveh osnovnih enot: vozlišča predstavljajo skupne prednike, veje pa njihove potomce, pri čemer število vozlišč med vejami ponazarja, kako blizu ali daljno sorodna sta si taksona. Filogenetika je panoga biologije, ki se ukvarja s konstruiranjem teh dreves (filogenij) na podlagi znanih podatkov o lastnostih organizmov (znakov).
Neposredni materialni dokazi o poteku evolucije pogosto niso na voljo, zato biologi uporabljajo še eno temeljno predpostavko: če si dva taksona delita mnogo znakov, to pomeni, da sta si bolj sorodna, in obratno. Obstaja več teoretskih pristopov k interpretaciji sorodstvenih povezav na podlagi deljenih znakov, med katerimi danes prevladuje t. i. kladistični pristop, tako močno, da se v literaturi kladistika običajno obravnava kar kot sopomenka za filogenetiko. Kladistiki iščejo klade - naravne skupine, ki vključujejo skupnega prednika in vse njegove potomce. Pri tem pristopu so ključni kriterij za tvorjenje filogenetskega drevesa t. i. izpeljani znaki ali sinapomorfije. To so znaki, ki si jih delijo vsi pripadniki skupine in njihov skupni prednik, ne pa tudi pripadniki drugih skupin. Drevo, ki je rezultat filogenetske analize, je hipoteza o evoluciji in sorodnosti preučevanih taksonov, ki jo je možno preskušati z vključevanjem novih znakov, podatkov o izumrlih prednikih ipd.
V filogenetiki je »znak« splošen izraz, ki lahko vključuje marsikatero lastnost preučevanih skupin organizmov: morfologijo, razvojne in molekularne značilnosti idr. Natančnost razvrstitve se povečuje s številom vključenih znakov, pri tem pa število kombinacij znakov narašča eksponentno. Zato je filogenetika tesno povezana z razvojem računskih metod za obdelovanje podatkov – bioinformatiko – in napredkom računalništva. To je posebej očitno v trenutni dobi vzpona molekularne biologije in kopičenja podatkov o genskem zapisu organizmov. Sodobna filogenetika v veliki meri temelji na primerjanju zaporedij DNK (molekularna filogenija), ki se dedujejo neposredno in zato veljajo za bolj zanesljiv znak od morfoloških in drugih znakov, ki so odvisni tudi od vpliva okolja na posamezen organizem. Če je znan podatek o hitrosti spreminjanja zaporedij, je lahko drevo »kalibrirano« - dolžine vej takega drevesa ponazarjajo čas od oddelitve od skupnega prednika.